# WILD & HONEY
『WILD & HONEY』（ワイルド&ハニー）は、1985年5月22日に発売されたレベッカの3枚目のアルバム。
キャッチコピーは『話題騒然!!ナチュラルに優しくロックするレベッカの大自信作、ついに完成!!』。

## 背景
このアルバムから、土橋安騎夫がリーダーとなり、古賀森男と小田原豊がメンバーに加わり、音楽の方向性を変えたアルバムになったと同時に、後藤次利はエグゼクティブ・プロデューサーの座を降りている。

## リリース
1985年5月22日にCBS・ソニーのFITZBEATレーベルからLPとCD、カセットの3形態でリリースされた。1985年盤のCDとカセットは、LPと収録数が異なっている。
1991年7月25日と1994年11月2日にKi/oon Sony RecordsのFITZBEATレーベルからCDのみ再発されて以降は、LPと同じ曲順になっている。
2007年9月19日にSony Music DirectのGT musicレーベルから、リマスターされたCDに紙ジャケット仕様で完全生産限定盤として、2013年2月20日にBlu-spec CD2としてリリースされた。

## 批評
| 専門評論家によるレビュー | 専門評論家によるレビュー |
| レビュー・スコア         | レビュー・スコア         |
| 出典                     | 評価                     |
| ------------------------ | ------------------------ |
| CDジャーナル             | 肯定的                   |

CDジャーナルは、「アップ・テンポの曲からこぼれおちそうなレベッカの舌足らずの声がコケティッシュな魅力をかもし出している。小悪魔的な男心を誘うような感がある反面とてつもなくナチュラルな大らかさも感じられる」「土橋のシンセをサウンド・プロダクションのメインに据えたことが功を奏しているのか、全体に、伸び伸びとして、スケール・アップした印象」といずれも肯定的な評価を下している。

## チャート成績
レベッカにとって初ヒット作でオリコン初登場18位、最高位6位を記録した。

## 収録曲

### LP
| 全作曲: 土橋安騎夫、全編曲: レベッカ。 |                               |                 |            |      |
| #                                      | タイトル                      | 作詞            | 作曲・編曲 | 時間 |
| 1.                                     | 「WILD EYES」                 | NOKKO・沢ちひろ | 土橋安騎夫 | 3:15 |
| 2.                                     | 「ラブ パッション」           | NOKKO・宮原芽映 | 土橋安騎夫 | 4:32 |
| 3.                                     | 「フリーウェイ シンフォニー」 | NOKKO           | 土橋安騎夫 | 4:10 |
| 合計時間:                              | 合計時間:                     | 合計時間:       | 11:57      |      |

| 全作曲: 土橋安騎夫、全編曲: レベッカ。 |                                   |                 |            |      |
| #                                      | タイトル                          | 作詞            | 作曲・編曲 | 時間 |
| 1.                                     | 「ラブ イズ Cash」(Special Remix) | NOKKO・沢ちひろ | 土橋安騎夫 | 4:13 |
| 2.                                     | 「蜃気楼」                        | NOKKO           | 土橋安騎夫 | 4:52 |
| 3.                                     | 「NEVER TOO LATE」                | 宮原芽映        | 土橋安騎夫 | 5:33 |
| 合計時間:                              | 合計時間:                         | 合計時間:       | 14:38      |      |

### カセット
| 全編曲: レベッカ。 |                               |                   |            |       |
| #                  | タイトル                      | 作詞              | 作曲       | 時間  |
| 1.                 | 「WILD EYES」                 | NOKKO・沢ちひろ   | 土橋安騎夫 | 3:15  |
| 2.                 | 「ラブ パッション」           | NOKKO・宮原芽映   | 土橋安騎夫 | 4:32  |
| 3.                 | 「フリーウェイ シンフォニー」 | NOKKO             | 土橋安騎夫 | 4:10  |
| 4.                 | 「黄金の日々」                | NOKKO・有川正沙子 | 木暮武彦   | 4:00  |
| 5.                 | 「瞳を閉じて」                | NOKKO             | 土橋安騎夫 | 4:19  |
| 合計時間:          | 合計時間:                     | 合計時間:         | 合計時間:  | 20:16 |

| 全編曲: レベッカ。 |                                        |                   |            |       |
| #                  | タイトル                               | 作詞              | 作曲       | 時間  |
| 1.                 | 「ラブ イズ Cash」(Special Remix)      | NOKKO・沢ちひろ   | 土橋安騎夫 | 4:13  |
| 2.                 | 「恋するおもちゃ」                     | 松井五郎          | 中崎英也   | 3:37  |
| 3.                 | 「夢幻飛行」(NEVER BEEN TO THE DESERT) | NOKKO・有川正沙子 | 後藤次利   | 3:19  |
| 4.                 | 「蜃気楼」                             | NOKKO             | 土橋安騎夫 | 4:52  |
| 5.                 | 「NEVER TOO LATE」                     | 宮原芽映          | 土橋安騎夫 | 5:33  |
| 合計時間:          | 合計時間:                              | 合計時間:         | 合計時間:  | 21:34 |

### CD（1985年盤）
| 全編曲: レベッカ。 |                                        |                   |            |       |
| #                  | タイトル                               | 作詞              | 作曲       | 時間  |
| 1.                 | 「WILD EYES」                          | NOKKO・沢ちひろ   | 土橋安騎夫 | 3:15  |
| 2.                 | 「ラブ パッション」                    | NOKKO・宮原芽映   | 土橋安騎夫 | 4:32  |
| 3.                 | 「フリーウェイ シンフォニー」          | NOKKO             | 土橋安騎夫 | 4:10  |
| 4.                 | 「黄金の日々」                         | NOKKO・有川正沙子 | 木暮武彦   | 4:00  |
| 5.                 | 「瞳を閉じて」                         | NOKKO             | 土橋安騎夫 | 4:19  |
| 6.                 | 「ラブ イズ Cash」(Special Remix)      | NOKKO・沢ちひろ   | 土橋安騎夫 | 4:13  |
| 7.                 | 「恋するおもちゃ」                     | 松井五郎          | 中崎英也   | 3:37  |
| 8.                 | 「夢幻飛行」(NEVER BEEN TO THE DESERT) | NOKKO・有川正沙子 | 後藤次利   | 3:19  |
| 9.                 | 「蜃気楼」                             | NOKKO             | 土橋安騎夫 | 4:52  |
| 10.                | 「NEVER TOO LATE」                     | 宮原芽映          | 土橋安騎夫 | 5:33  |
| 合計時間:          | 合計時間:                              | 合計時間:         | 合計時間:  | 41:50 |

### CD（再発盤）
| 全作曲: 土橋安騎夫、全編曲: レベッカ。 |                                   |                 |            |      |
| #                                      | タイトル                          | 作詞            | 作曲・編曲 | 時間 |
| 1.                                     | 「WILD EYES」                     | NOKKO・沢ちひろ | 土橋安騎夫 | 3:15 |
| 2.                                     | 「ラブ パッション」               | NOKKO・宮原芽映 | 土橋安騎夫 | 4:32 |
| 3.                                     | 「フリーウェイ シンフォニー」     | NOKKO           | 土橋安騎夫 | 4:10 |
| 4.                                     | 「ラブ イズ Cash」(Special Remix) | NOKKO・沢ちひろ | 土橋安騎夫 | 4:13 |
| 5.                                     | 「蜃気楼」                        | NOKKO           | 土橋安騎夫 | 4:52 |
| 6.                                     | 「NEVER TOO LATE」                | 宮原芽映        | 土橋安騎夫 | 5:33 |
| 合計時間:                              | 合計時間:                         | 合計時間:       | 26:35      |      |

## 参加ミュージシャン
REBECCA
- NOKKO : Vocal
- AKIO DOBASHI : Synthesizers, A.Piano, Programming, Chorus
- NORIYUKI TAKAHASHI : E.Bass, Programming, Chorus
- YUTAKA ODAWARA : Drums
- MORIO KOGA : E.Guitar

Thanks Musician
- KOICHI KORENAGA : All songs E.Guitar, A.Guitar
- OBAO NAKAZIMA : Percussion